# Zamarada indicata
Zamarada indicata là một loài bướm đêm trong họ Geometridae.